# 김동리
김동리(金東里, 1913년 12월 21일(음력 11월 24일)~1995년 6월 17일)는 대한민국의 소설가, 시인이다. 본관은 선산. 호적명이 김창귀(金昌貴), 족보명은 김태창(金太昌), 아명(兒名)은 창봉(昌鳳). 호는 동리(東里), 자는 시종(始鍾)이다. 소설가 손소희는 그의 두 번째 부인이고, 소설가 서영은은 세 번째 부인이며, 동양철학자 김범부는 첫째 형이다.

## 생애
1913년 12월 21일, 경상북도 경주에서 아버지 김임수(金任守)와 어머니 허임순(許任順)의 3남 2녀 중 막내로 출생하였다. 1934년 〈백로〉(시), 1935년 《화랑의 후예》, 1936년 《산화》가 연이어 당선되면서 문단 활동을 시작했다. 인생의 구경(究境)을 탐구하는 문학 정신을 주창하였다. 또한 운명의 문제를 폭넓게 형상화하였고, 해방 후에는 새로운 휴머니즘을 작품에 구현하고자 했다. 김동리가 쓴 소설의 주제는 대체로 '운명'이다. 이것은 곧 그가 추구한 ‘생명이 구경적 형식’을 그는 스스로 ‘운명’으로 파악했음을 의미한다. 주요작품으로는 《사반의 십자가》, 《무녀도》 등이 있다. 1995년 6월 17일 지병으로 세상을 떠났으며, 손소희와 합장하였다.
그의 사후 생전 그와 죽마고우(竹馬故友)였던 시인 겸 대학 교수이자 그와 같은 경주 출신 문학인인 박목월(朴木月)과 함께 생전 문학 작품과 발자취가 엮이어지며 동리목월문학관이 건립되었다.

## 상훈
- 1955년 아시아 자유문학상
- 1958년 예술원 문학부문 작품상 수상
- 1967년 3.1 문화상 예술 부문 본상 수상
- 1968년 국민훈장 동백장 수상
- 1970년 국민훈장 모란장 수상
- 1970년 서울시 문화상
- 1983년 5.16 민족문학상 수상
- 1999년 한국예술평론가협의회 선정 20세기를 빛낸 한국의 예술인

## 가족 관계
- 아버지 : 김임수
- 어머니 : 허임순
- 배우자 : 김월계 - 1939년 결혼, 1948년 이혼.
  - 장남 : 김재홍 (1941년~)
  - 차남 : 김평우 (1945년~)
  - 3남 : 김양우
  - 4남 : 김치홍
  - 5남 : 김기홍
  - 딸 : 김복실
- 배우자 : 손소희(1917년 ~ 1987년)
- 배우자 : 서영은(1943년~)
- 형 : 김범부(1897년~ 1966년)

## 같이 보기
- 대한민국예술원